# Aérodrome de Bogandé
L'aéroport de Bogandé est un aéroport situé près de la ville de Bogandé, dans la province de la Gnagna, à l'Est du Burkina Faso.